# Hamra Annaba
El Hamra Annaba es un equipo de fútbol de Argelia que juega en el Campeonato Amateur de Argelia, la tercera división de fútbol en el país.

## Historia
Fue fundado en Annaba en 1944 con el nombre USM Bône, aunque cambió de nombre en 1962 por el de USM Annaba tras la independencia de Argelia de Francia y que cambiaran su sede de Bône a Annaba. El nombre lo conservó hasta 1971 al cambiarlo por su nombre actual.
El club ganó el título de la Primera División de Argelia en 1963/64 y ganó su primer Copa de Argelia en 1972 al vencer 2:0 al USM Alger en la final.
En 2010 el club se convirtió en uno de los equipos fundadores del Campeonato Amateur de Argelia luego de que las dos primeras ligas de Argelia pasasran a nivel profesional.

## Palmarés
- Algerian Championnat National: 1

1964
- Algerian Cup: 1

1972